# پولبرو
پولبرو (به انگلیسی: Pulborough) یک روستا و محله مدنی در بریتانیا است که در Horsham District واقع شده‌است. پولبرو ۲۰٫۹۸ کیلومتر مربع مساحت و ۴٬۶۸۵ نفر جمعیت دارد.